# Tipula (Pterelachisus) flavocostalis
Tipula (Pterelachisus) flavocostalis is een tweevleugelige uit de familie langpootmuggen (Tipulidae). De soort komt voor in het Palearctisch gebied.